# Успение Богородично (Горничево)
Вижте пояснителната страница за други значения на Успение Богородично.
„Успение Богородично“ (на гръцки: Kοίμησης της Θεοτόκου) е православна църква в леринското село Горничево (Кели), Егейска Македония, Гърция. Храмът е част от Леринската, Преспанска и Еордейска епархия.
Църквата е построена в XIX век в западната част на селото. В архитектурно отношение е трикорабна базилика с камбанария на запад. Във вътрешността има красив дървен резбован иконостас и 29 ценни икони – 21 от XIX век, от които четири са датирани 1897 г., и 6 от началото на XX век. Църквата притежава и обковано със сребро евангелие от 1793 година.